# Parbold
Parbold is een civil parish in het bestuurlijke gebied West Lancashire, in het Engelse graafschap Lancashire met 2582 inwoners.